# ナザム
ナザム（Nasum）は、スウェーデン・エレブルー出身のグラインドコアバンドである。
彼等のサウンドは、昔のナパーム・デス(『Mentaly Murderd』(1992年、EP)、『The Peel Sesions』(1993年)辺りのグラインドコア・サウンド)に、エントゥームド、カーネイジに通じる北欧デスメタルのギター・サウンドを加え、それに地元スウェーデンのハードコア／クラストコアの要素や、現代的なブルータリティの要素を加えた、ゴア要素のないストレートなグラインドコアであり、これといってオリジナリティ溢れる音楽性ではないが、グラインドコア／デスメタルのルーツに忠実なサウンドであった。
1992年にグラインドコア・バンド、ネクロニーのメンバーを中心に結成され、初期の頃はリハーサル・ルームでの活動をメインにしたプロジェクト・バンド的な側面が強かったが、リラプス・レコードと契約してリリースしたファースト・アルバム以降、アンダーグラウンド・シーンで人気が高まり、レコード会社のサポートもあって積極的にツアーを行うようになる。その後も順調にアルバムをリリースし、サード・アルバムでは母国スウェーデンで国営ラジオ局による「ベスト・ロック／メタル」アウォードをはじめ、いくつかの賞を受賞するなど着実に人気を高めていくが、2004年末にリーダーのミエツコ・タラーツィクが、休暇に訪れたタイでスマトラ沖地震に巻き込まれ死亡したことによって2005年に活動を終了した。その後、2012年に再結成されフェアウェル・ツアーを行った。

## 略歴
1992年に、グラインドコア・バンド、ネクロニーの元メンバー、アンデシュ・ヤコブソン (ギター)とリッカルド・アーリクソン (ドラム、ボーカル)によって結成される。その後、ジェノサイド・スーパスターズのミエツコ・タラーツィク(ギター)が加入し体制が整うとバンドとして初のレコーディングをエッジ・オブ・サニティのダン・スワノ所有の「ユニサウンド」で行い、1993年にアガソクルズとのスプリット盤『Who Shares the Guilt? / Blind World』としてリリースされた。1995年になってドラムのアーリクソンが脱退し、ヤコブソンがドラムに転向した。しばらくの間、2人はデュオとして活動していくことになり、シングルやコンピレーション中心にリリースを行う。
1997年6月にミエツコ・タラーツィクはプロデューサー業を辞めようとしていたダン・スワノからスタジオ「ユニサウンド」の設備をパンク・ロック・バンド、ミレンコリンのマティアス・ファームと共に買い取り、新たに「サウンドラブ・スタジオ」と名付け共同オーナーとなる。以後、ナザムはそこを拠点にレコーディングを行うようになった。ミエツコ・タラーツィクはプロデュース活動を積極的に行い、ガジェットやインキャパシティなどのプロデュースを行う。その後、ディスチャージのトリビュートに曲を提供し、それが元でリラプス・レコードと契約することとなる。そして、年末から年明けにかけてアルバムのレコーディングを行い、ファースト・アルバム『Inhale/Exhale』を1998年5月にリリースする。1999年の春に、バースト (Burst)のイエスパー・リヴロッド (ベース、ボーカル)が加入しバンドはトリオ体制になり、以後、積極的にライブ活動も行うようになる。そしてリラプス・レコード主催のパッケージ・ツアー「リラプス・コンタミネイション」にソイレント・グリーン、トゥデイ・イズ・ザ・デイ、イグジュームド等とアメリカでツアーを行い、さらに「ミルウォーキー・メタル・フェスト」にも出演する。その後、10月から12月にかけアルバムのレコーディングを行い、セカンド・アルバム『Human 2.0』を2000年4月にリリース。このアルバムはハウリング・ブル・エンターテイメント傘下のRitual Recordsより、邦題『ヒューマン2.01』として日本盤がリリースされることとなった。そして、カーカス・トリビュート・アルバムへの提供曲「Tools of the Trade」のレコーディングを行ったり、地元スウェーデンでエントゥームドや元アット・ザ・ゲイツのトーマス・リンドバーグが在籍しているクラストコアバンドのスキットシステムとのライブも行う。その後、秋にはナパーム・デスと共に、チェコ、ドイツなどヨーロッパ8ヶ国を廻るツアーを行う。
2001年の春にザ・ホーンテッドらと共にスウェーデン・ツアーを行い、そのライブで録音された音源が国営ラジオでオンエアーされた。夏にはドイツの「ワッケン・オープン・エアー・フェスティバル」への出演や、アメリカ合衆国の「ミルウォーキー・メタル・フェスト」に前年に続いて出演した。その後、10月には「EXTREME THE DOJO Vol.1」で初来日を行い、キャンディリア、クリプトプシーらと共演した。翌年の2002年春にはザ・ディリンジャー・エスケイプ・プランとイギリスでのツアーを行う。そしてスキットシステムとのスプリットEP『Skitsystem / Nasum』のリリースなども行った。2002年の年末から年明けにかけてレコーディングを行い、サード・アルバム『ヘルベテ』(「Helvete」はスウェーデン語で「地獄」を意味する)を2003年5月にリリースした。このアルバムにはナパーム・デスのシェーン・エンバリー(ベース)やエントゥームドのユルゲン・サンドストロム(ベース)がゲスト参加している。アルバムのリリース後、スウェーデン、フィンランドなどでツアーを行い、夏にはスウェーデンでいくつかのフェスティバルに出演する。その後、イエスパー・リヴロッドが脱退し、彼はバーストでの活動に専念することになる。後任にセイヤディナのヨン・リンドクヴィスト(ベース)が加入し、さらにリガージテイトのアーバン・スキット(ギター)が加入し4人編成となる。翌年の2004年1月には「EXTREME THE DOJO Vol.7」で来日し、ナパーム・デス、AxCx、ピッグ・デストロイヤーらと共演した。日本から帰国後、母国スウェーデンで2つの賞を受賞した。一つは「Swedish P3 Guld」（各ラジオ局主催のスウェーデン･ナショナル･ラジオ･アウォード）での「ベスト・ロック／メタル」、もう一つは「Manifest Award」での「ベスト・メタル／パンク・アルバム」である。その後、新たに母国スウェーデンのバーニング・ハート・レコードと契約を行い、アルバム『シフト』を10月にリリースした。
年末にミエツコ・タラーツィクは彼のガール・フレンドと共に、タイのピピ島へ休暇のため訪れたが、12月26日に起きたスマトラ沖地震による津波の被害に遭い行方不明になる（津波でバンガローごと流されたとのこと）。翌年の2005年の2月17日になってミエツコ・タラーツィクは遺体で発見された。これを受け残されたメンバーはバンドを解散することにした。そして、10月にこれまでにオリジナル・アルバム以外で発表したシングルやコンピレーションでの曲を集めた2枚組全152曲の編集盤『グラインド・フィナーレ』をリリースした。
2012年に再結成されフェアウェル・ツアーを敢行。死去していたタラーツィクに代わるボーカルは、ロッテン・サウンドのケイヨ・ニーニマーが代わりに務めた。フェアウェル・ツアー終了後、バンドは再び解散した。

## メンバー

### 最終メンバー
- ヨン・リンドクヴィスト (Jon Lindqvist) - ギター、ボーカル (2003年-2005年、2012年)

2003年から2005年はベースを担当していた。
セイヤディナ、ビクティムズでも活動を行っている。
- アーバン・スキット (Urban Skytt) - ギター (2003年-2005年、2012年)

スウェーデンのクリメトリー(ドイツのバンドとは同名異バンド)に在籍後、リガージテイトに加入し2003年にはナザムのギタリストも兼ねる。
- イエスパー・リヴロッド (Jesper Liveröd) - ベース、ボーカル (1999年-2003年、2012年)

ナザムの他にバーストでも活動中していたが2003年にバーストに専念するため脱退した。
- アンデシュ・ヤコブソン (Anders Jakobsson) - ドラム、ボーカル (1992年-2005年、2012年)

ネクロニー解散後、ナザムを結成。ナザム解散後、2006年にコールドワーカーを結成する。

### 旧メンバー
- ミエツコ・タラーツィク　(Mieszko Talarczyk) - ギター、ボーカル (1993年-2004年)

1974年12月23日生、2004年12月26日没（スマトラ沖地震による津波のため亡くなる）
ナザムの他に、ジェノサイド・スーパースターズでも活動していた。また、ミレンコリンのマティアス・ファームと共にサウンドラブ・スタジオの共同オーナーでプロデュース活動も行っていた。
- リッカルド・アーリクソン (Rickard Alriksson) - ドラム、ボーカル (1992年-1995年)

ネクロニー解散後、ナザムを結成。

## ディスコグラフィ

### スタジオ・アルバム
- Inhale/Exhale (1998年)
- 『ヒューマン2.01』 - Human 2.0 (2000年)
- 『ヘルベテ』 - Helvete (2003年)
- 『シフト』 - Shift (2004年)

### ライブ・アルバム
- 『ドゥーム・ブリンガー (ライヴ・イン・ジャパン)』 - Doombringer (2008年)

### コンピレーション・アルバム
- 『グラインド・フィナーレ』 - Grind Finale (2006年)